# Upton (Somerset)
 (octobre 2023).
Pour les articles homonymes, voir Upton (homonymie).
Upton est une paroisse civile et un village du Somerset, en Angleterre.